# (5772) Johnlambert
(5772) Johnlambert est un astéroïde de la ceinture principale.

## Description
(5772) Johnlambert est un astéroïde de la ceinture principale. Il fut découvert le 15 juin 1988 à l'observatoire Palomar par Eleanor Francis Helin. Il présente une orbite caractérisée par un demi-grand axe de 2,56 UA, une excentricité de 0,13 et une inclinaison de 12,2° par rapport à l'écliptique.

## Satellite
Un satellite lui est trouvé en 2021.

## Compléments